# Monte Tamaro
Le Monte Tamaro est un sommet situé dans la partie suisse des Alpes lépontines et culminant à 1 962 m d'altitude.
Depuis 1996 il est aussi connu pour la cappella di S. Maria degli Angeli ou chapelle Sainte-Marie-des-Anges (1990-1996), œuvre de l'architecte Mario Botta, située sur l'Alpe Foppa (près de la station d'arrivée du télécabine).

## Télécabine

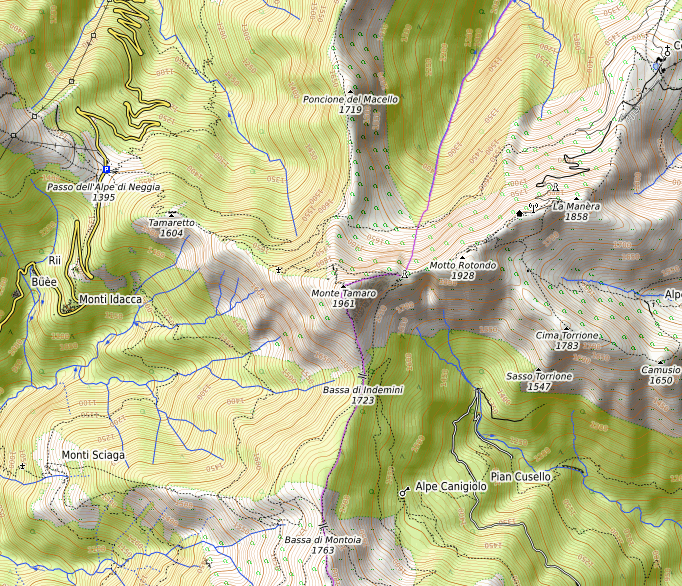
Carte topographique.

Une télécabine en deux tronçons, construite en 1972, permet de gravir le versant est du Monte Tamaro. La station de départ est située à 472 m d'altitude dans le village de Rivera. La station d'arrivée est située à 1 520 m d'altitude, à un peu moins de 3 km au nord-est du sommet géographique. Il donne accès à un parc aventure proposant plusieurs activités d'été ainsi qu'à un réseau de sentiers pédestres, notamment un itinéraire de crête qui relie le télécabine du Monte Tamaro à celui du Monte Lema. Il n'est actuellement pas exploité pendant la saison d'hiver.

## Ancien domaine skiable
Le versant nord-est du Monte Tamaro abritait jusqu'en 2003[réf. souhaitée] un domaine skiable composé de la télécabine d'accès, d'un télésiège et de 3 téléskis, proposant des pistes entre 1 129 et 1 632 m d'altitude. L'exploitation hivernale de la télécabine et du domaine skiable a cessé dès l'hiver 2003/2004, en raison de difficultés financières. Les remontées mécaniques sommitales ont aujourd'hui été démontées.